# جوش سولومون-ديفيز
جوش سولومون-ديفيز (بالإنجليزية: Josh Solomon-Davies)‏ هو لاعب كرة قدم بريطاني في مركز الهجوم، ولد في 20 نوفمبر 1999 في كاستريس في سانت لوسيا. لعب مع نادي ترانمير روفرز.

## وصلات خارجية
- جوش سولومون-ديفيز على موقع ناشيونال فوتبول تيمز (الإنجليزية)
- جوش سولومون-ديفيز على موقع Soccerbase.com (لاعب) (الإنجليزية)
- جوش سولومون-ديفيز على موقع Soccerway.com (الإنجليزية)